# Chidamba Hazemba
Chidamba Hazemba (* 18. September 1997) ist ein ehemaliger sambischer Leichtathlet, der sich auf den Sprint spezialisiert hat.

## Sportliche Laufbahn
Erste Erfahrungen bei internationalen Meisterschaften sammelte Chidamba Hazemba im Jahr 2015, als er bei den Juniorenafrikameisterschaften in Addis Abeba mit 23,16 s in der ersten Runde im 200-Meter-Lauf ausschied und mit der sambischen 4-mal-100-Meter-Staffel im Finale nicht mehr an den Start ging. Im September schied er bei den Afrikaspielen in Brazzaville mit 21,47 s im Vorlauf über 200 Meter aus und wurde mit der Staffel im Finale disqualifiziert. Im Jahr darauf gewann er mit der Staffel bei den Afrikameisterschaften in Durban in 39,77 s gemeinsam mit Brian Kasinda, Titus Kafunda Mukhala und Sydney Siame die Bronzemedaille hinter den Teams aus Südafrika und der Elfenbeinküste und 2018 schied er bei den Afrikameisterschaften in Asaba mit 10,63 s im Semifinale im 100-Meter-Lauf aus. 2023 beendete er dann seine aktive sportliche Karriere im Alter von 26 Jahren.

## Persönliche Bestzeiten
- 100 Meter: 10,36 s (+0,8 m/s), 8. Juli 2018 in Bottrop
- 200 Meter: 20,64 s (−1,0 m/s), 1. August 2015 in Lusaka